# 시카고 파이어 FC II
시카고 파이어 FC II는 MLS 넥스트 프로에 소속된 미국의 축구팀으로 시카고 파이어의 리저브팀이다.

## 역사
미국 메이저 리그 사커 시카고 파이어의 2번째 팀으로 첫 시즌(2022)을 위한 MLS 넥스트 프로의 팀 중 하나로 창단되었으며 첫 해인 2022 시즌에서는 동부컨퍼런스 8위로 8강 플레이오프 진출에 실패했지만 2023 시즌에서는 12강 플레이오프, 2024 시즌에서는 8강 플레이오프 진출에 성공했다.

## 선수단
현재 소속 선수 명단
2023년 3월 9일 기준
| 번호 | 포지션   | 선수 이름           | 출신 국가  |
| ---- | -------- | ------------------- | ---------- |
| 41   | 골키퍼   | 미하일로 미슈코비치 | 세르비아   |
| 42   | 수비수   | 엔리케 갈리나       | 브라질     |
| 43   | 수비수   | 노아 에간           | 미국       |
| 45   | 미드필더 | 아롤드 오소리오     | 엘살바도르 |
| 46   | 미드필더 | 마테오 키드         | 미국       |
| 47   | 미드필더 | 빌리 헨시           | 미국       |
| 48   | 수비수   | 찰리 오스트림       | 미국       |
| 49   | 미드필더 | 루카 플파           | 미국       |
| 50   | 미드필더 | 에릭 레오나르드     | 미국       |
| 53   | 수비수   | 제이크 푸더러       | 미국       |
| 54   | 수비수   | 라몬스 로체스터     | 자메이카   |
| 55   | 공격수   | 오마리 글라스고우   | 가이아나   |
| 56   | 미드필더 | 에드손 로차         | 온두라스   |
| 59   | 수비수   | 로메인 블럭         | 자메이카   |
| 64   | 수비수   | 안드레아스 우엘란드 | 노르웨이   |

## 같이 보기
- 시카고 파이어 U-23